# Ткачук Оксана Федорівна
Оксана Федорівна Ткачук (нар. 10 червня 1933, Ленінград, РРФСР, СРСР) — білоруська архітекторка. Заслужений архітектор БРСР (1976).

## Біографія
Закінчила в 1958 році Інститут живопису, скульптури та архітектури в Ленінграді. З 1960 року працювала в інституті «Мінськпроект», в 1977—1983 роках головний художник Мінська, одночасно заступник головного архітектора міста.

## Творчість
Керівник авторського колективу проектів будівель Інституту народного господарства (1964—1974), житлових будинків по вул. Старовіленській (1977—1979), будівлі Державного театру музичної комедії Білорусі (1981), Палацу культури тонкосуконного об'єднання (1984), планування та забудови мікрорайонів Раковського шосе 6 і 7 у Мінську. Серед інших праць (у співавторстві): проекти ресторану «Журавинка» (1969) в Мінську, реконструкцій Білоруського театру імені Я. Коласа у Вітебську (1985), будівель 19 століття. по вул. Комсомольській в Мінську (1999) та ін.